# Ruginoasa, Argeș
Ruginoasa este un sat în comuna Valea Iașului din județul Argeș, Muntenia, România.